# Zanthoxylum piperitum
Zanthoxylum piperitum là một loài thực vật có hoa trong họ Cửu lý hương. Chúng có nguồn gốc từ Nhật Bản và Hàn Quốc, lá và quả hạt thường được sử dụng như một loại gia vị phổ biến, tương tự như tiêu Tứ Xuyên của Trung Quốc và mắc khén của Việt Nam.

## Tên gọi
Z. piperitum được Carl von Linné mô tả đầu tiên, sau đó được nhà thực vật học Thụy Sĩ Augustin Pyrame de Candolle phân loại lại vào chi Zanthoxylum vào năm 1824.
Trong The Plant List (23-03-2012), danh pháp Zanthoxylum piperitum Benn. được coi là không hợp lệ và đồng nghĩa với Zanthoxylum bungeanum Maxim; tuy nhiên chúng chỉ là một tên gọi đồng âm, không nên nhầm lẫn với Z. piperitum DC.. Có lẽ vì vậy, Z. piperitum thường bị nhầm lẫn với tiêu Tứ Xuyên (chủ yếu dùng cho Z. simulans và Z. bungeanum).
Trong tiếng Việt, Z. piperitum thường được gọi là tiêu Nhật Bản (nếu sản phẩm xuất xứ từ Nhật Bản) hoặc tiêu Hàn Quốc (nếu sản phẩm xuất xứ từ Hàn Quốc). Tuy tại Nhật Bản, chúng được gọi là sanshō (山椒 ()), nhưng thuật ngữ sancho (산초) tương ứng trong tiếng Hàn lại đề cập đến một loài khác, như Z. schinifolium, vốn được gọi là inuzanshō ở Nhật Bản. Trong khi đó, tại Hàn Quốc, Z. piperitum được gọi là chopi (초피). Ở những quốc gia khác, nó phổ biến hơn với tên gọi là "Korean pepper". Ngoại lên ở Hoa Kỳ, tên thông dụng tiêu chuẩn của sản phẩm thương mại Z. piperitum là "Japanese prickly-ash".

## Phạm vi
Phạm vi sống tự nhiên của Z. piperitum trải dài từ Hokkaidō đến Kyushu ở Nhật Bản, phần phía nam của bán đảo Triều Tiên, và lục địa Trung Quốc.

## Mô tả

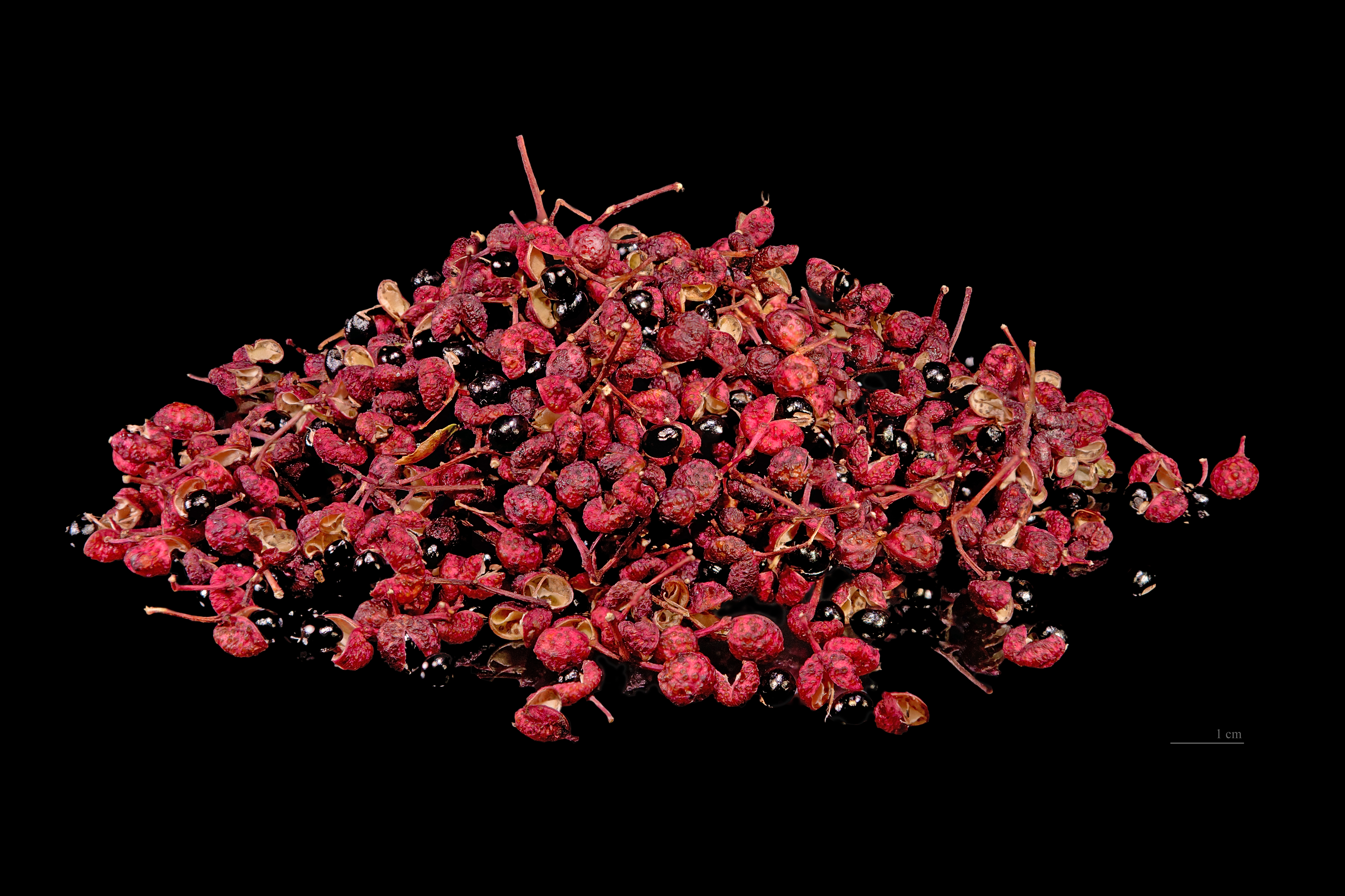
Quả và hạt

Cây ra hoa vào tháng 4-5, tạo thành cụm hoa ở nách lá, kích thước khoảng 5mm, màu xanh vàng. Z. piperitum là loài đơn tính,  và hoa của cây đực có thể được tiêu thụ dưới dạng hana-sanshō, trong khi hoa cái mang lại quả mọng hoặc hạt tiêu khoảng 5mm. Vào mùa thu, những quả mọng này chín, chuyển sang màu đỏ tươi và vỡ ra, rải rác những hạt đen bên trong.

## Canh tác
Tại Nhật Bản, tỉnh Wakayama chiếm 80% sản lượng  tiêu trong nước. Ở Aridagawa, Wakayama, người ta sản xuất một giống đặc sản gọi là budō sanshō, với quả lớn đậu thành chùm, giống như chùm nho.

## Sử dụng

### Ẩm thực
Tiêu Nhật Bản có quan hệ họ hàng gần với tiêu Tứ Xuyên của Trung Quốc và mắc khén của Việt Nam vì chúng được xếp cùng chi trong Phân loại sinh học.

#### Nhật Bản

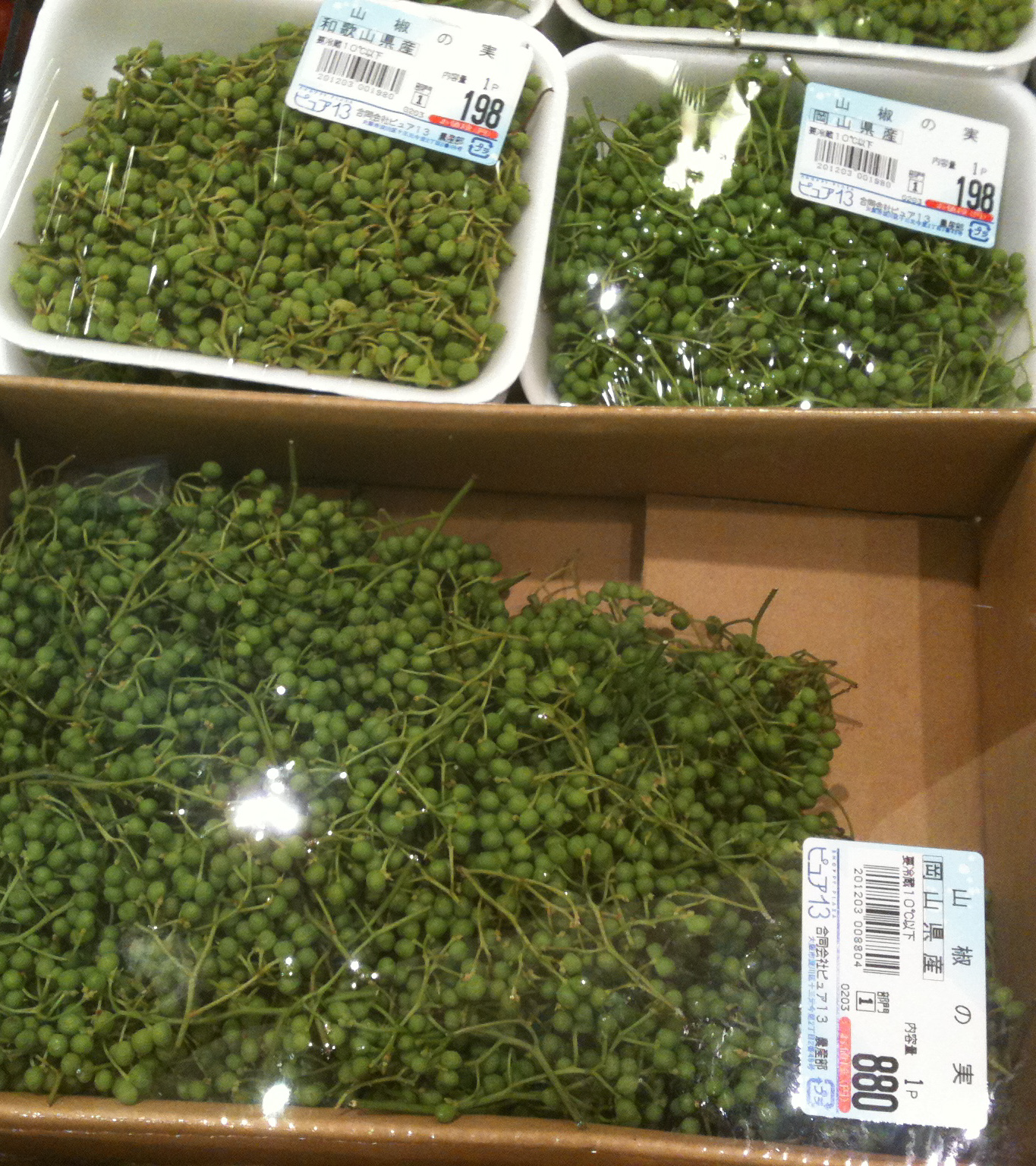
Tiêu Nhật Bản tươi được bày bán trong siêu thị ở Nhật Bản

Hoa và hạt khô của Z. piperitum thường được nghiền thành bột, được gọi là kona-zanshō (粉ざんしょう). Chúng là những gia vị tiêu chuẩn rắc trên món ăn kabayaki - unagi. Nó cũng là một trong bảy thành phần chính của shichimi, một loại gia vị pha trộn có chứa ớt đỏ, thường được sử dụng để tạo hương vị cho nhiều loại món ăn khác nhau.

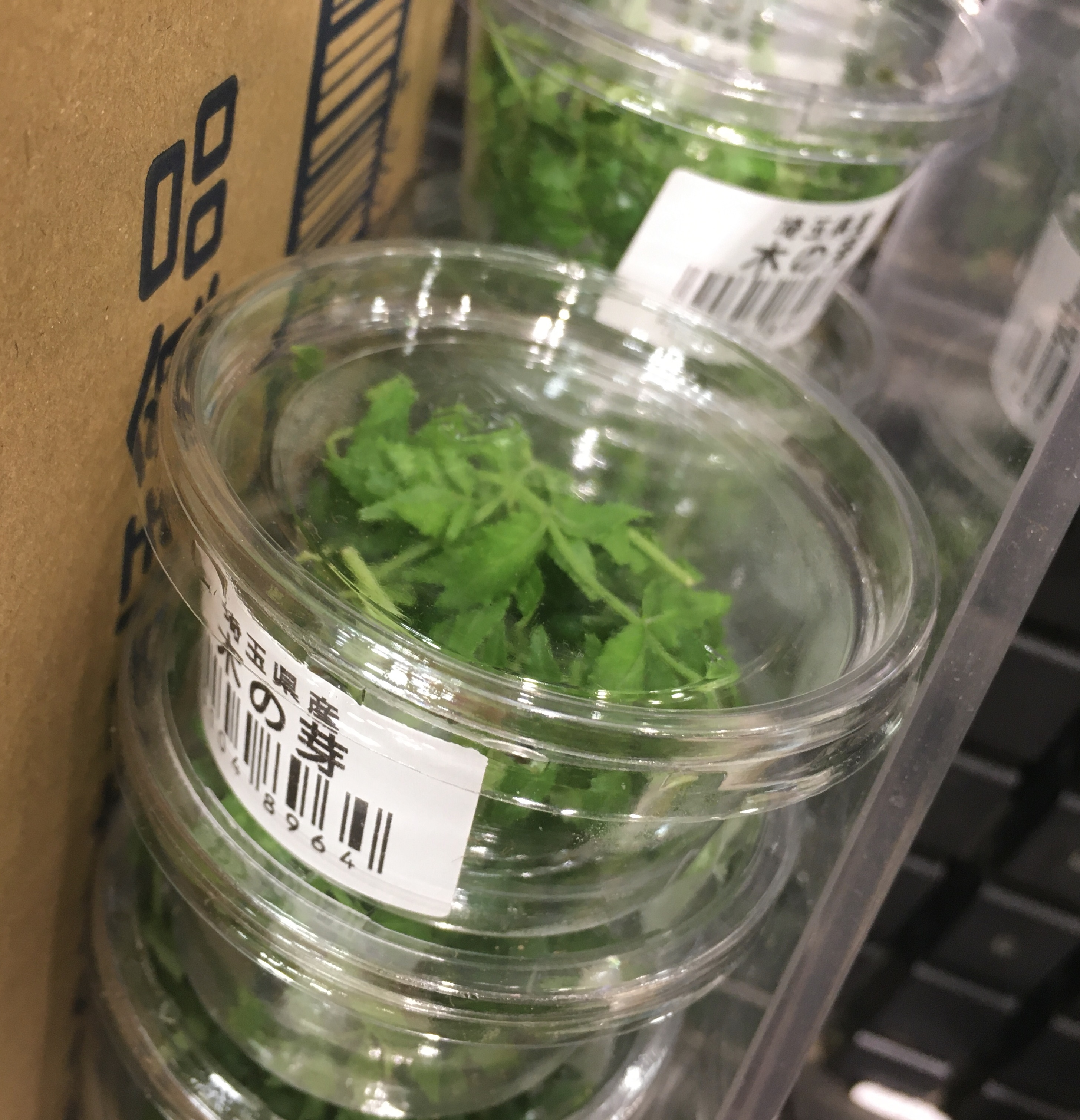
Lá non đóng hộp bày bán trong một cửa hàng ở Tokyo

Lá và mầm của Z. piperitum, được gọi ki-no-mé hoặc ko-no-mé (木の芽) ở Nhật Bản, thường dùng trong trang trí món cá nướng và súp. Những chiếc lá non Z. piperitum được nghiền nhuyễn và trộn với miso bằng cách sử dụng suribachi (cối) để tạo thành hỗn hợp sền sệt, một loại nước sốt pesto và sau đó được sử dụng để làm nhiều loại aemono (một loại salad trộn của người Nhật) khác nhau. Thành phần chính điển hình của kinome-ae là măng tươi, nhưng nước sốt có thể được trộn vào sashimi, nghêu, mực hoặc các loại rau khác như tara-no-me.

#### Hàn Quốc

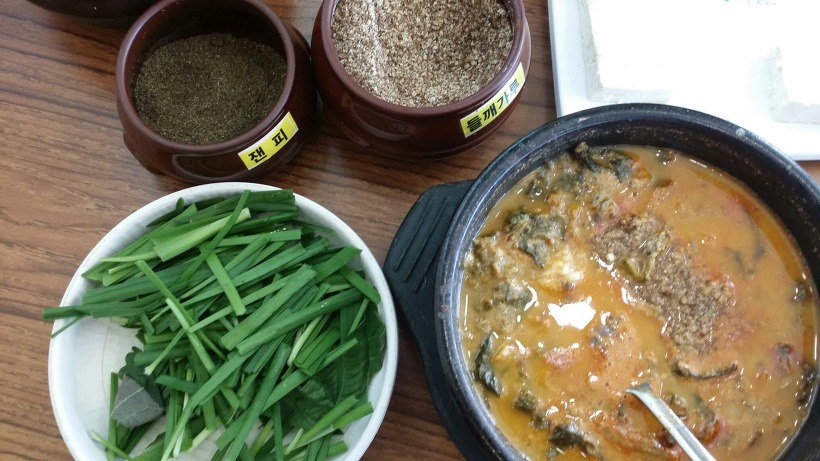
Món súp Chueo-tang ăn kèm với bột chopi, bột tía tô và hẹ tỏi.

Cây và quả hạt của Z. piperitum được gọi là chopi (초피) tại Hàn Quốc. Chúng cũng có thể được gọi bằng nhiều tên khác như jepi (제피), jenpi (젠피), jipi (지피), hay jopi (조피) trong những phương ngữ khác nhau được sử dụng ở Hàn Quốc, nơi chúng được trồng và tiêu thụ rộng rãi.
Trong Ẩm thực Hàn Quốc, hạt chopi khô hoặc dạng bột xay được dùng làm gia vị ăn kèm với nhiều loại thực phẩm, chẳng hạn như chueo-tang (súp chạch), maeun-tang (cá hầm cay) và hoe (cá sống).